# Venturi Automobiles
Venturi Automobiles es un fabricante de automóviles de origen francés con sede actual en Mónaco.
Originalmente era "Ventury" (con y), pero se cambió para ponerle la "i" latina para que pareciera y compitiera con la marca conocida y de prestigio Ferrari.

## Historia

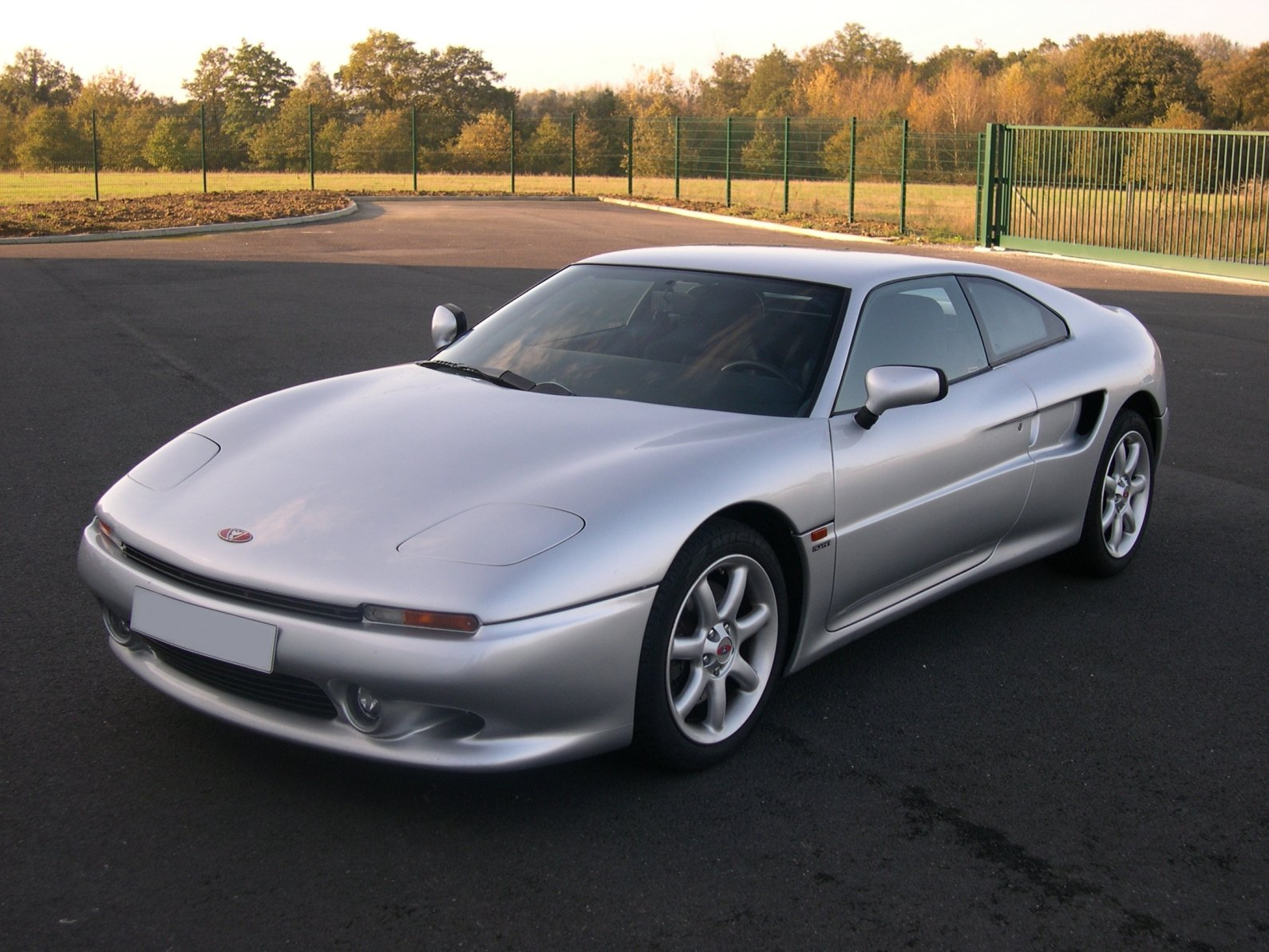
300 Atlantique

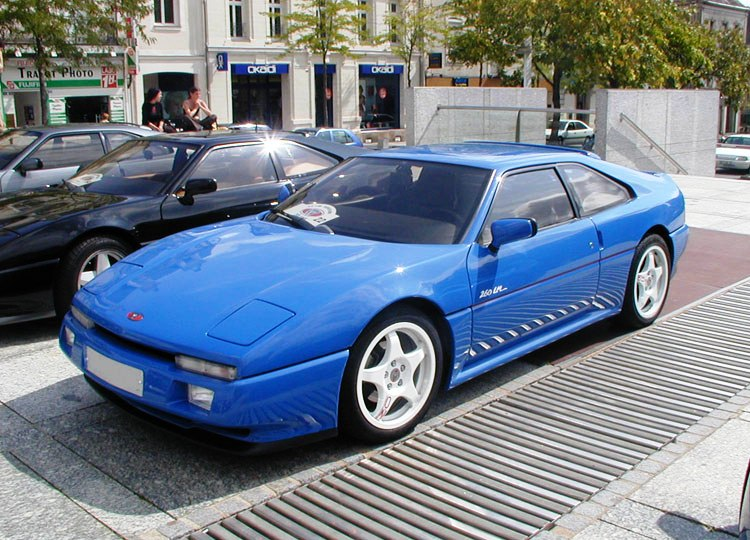
260 LM

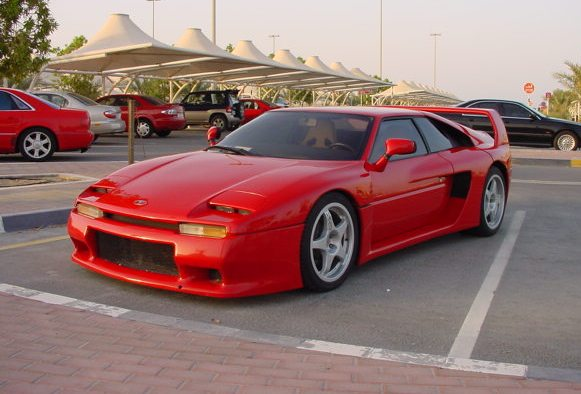
400 GT en rojo

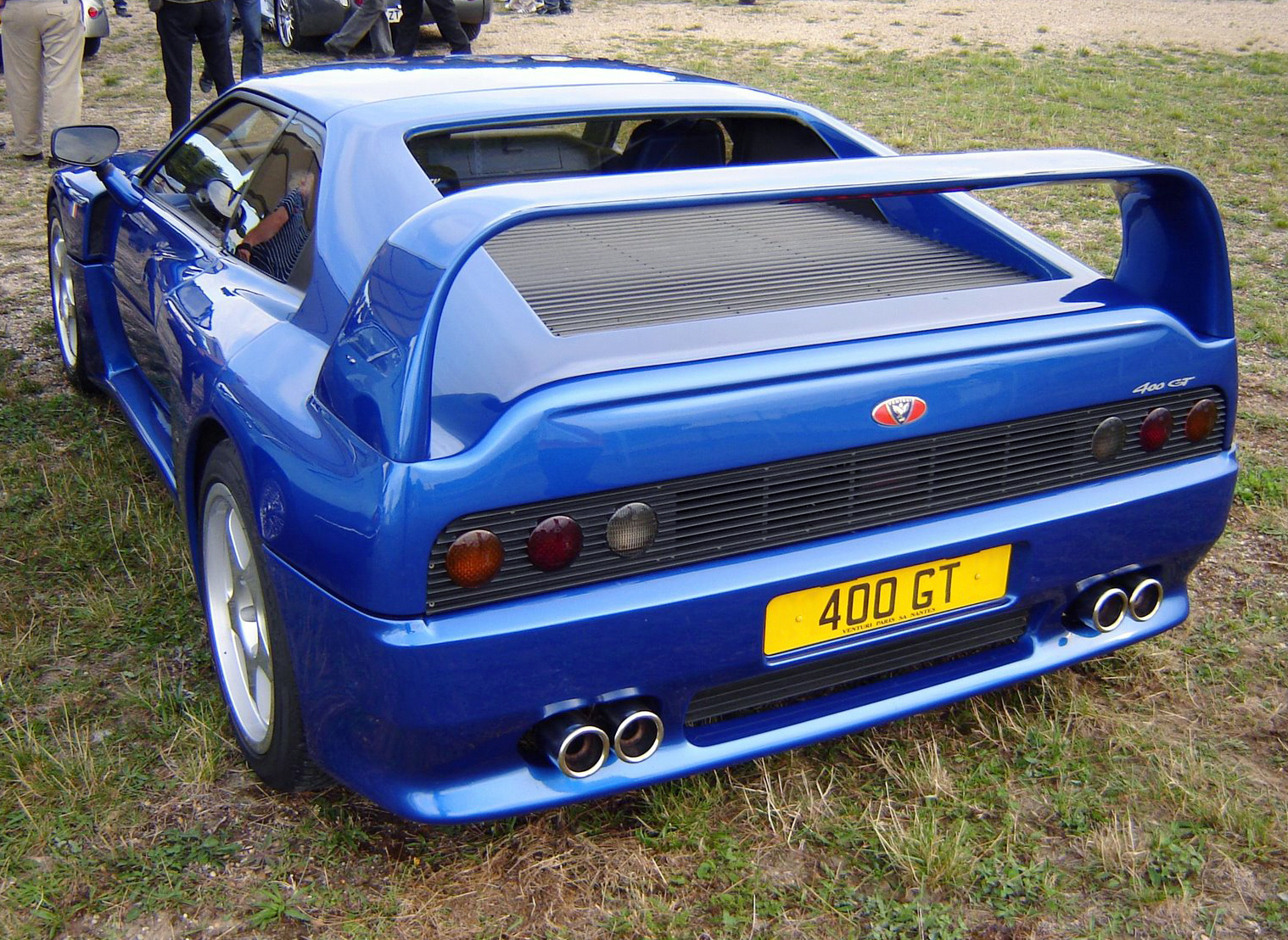
Vista trasera del 400 GT Serie 2

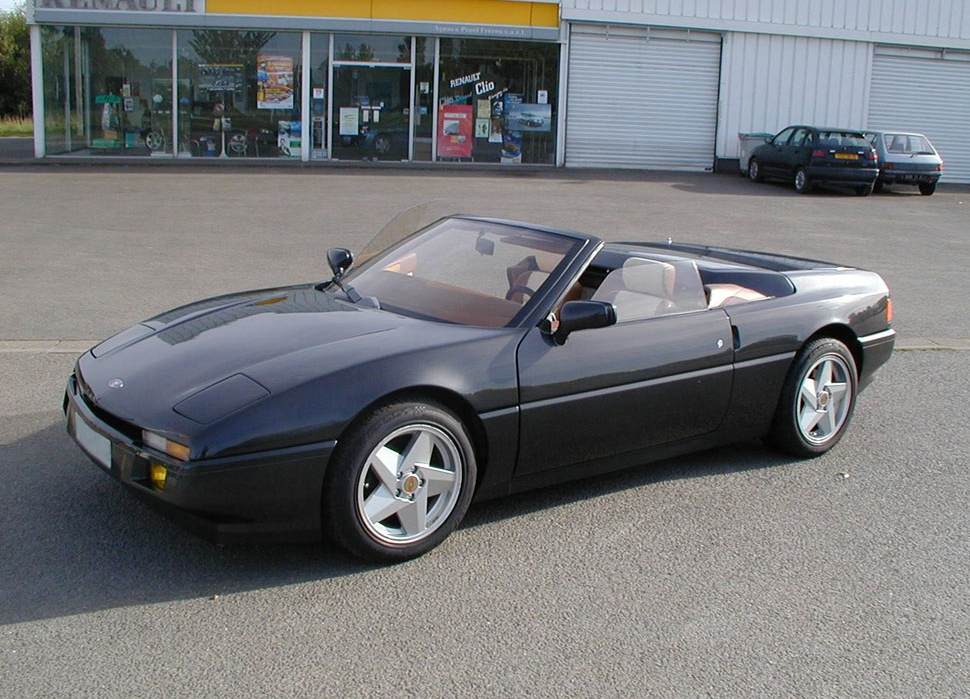
Transcup 210

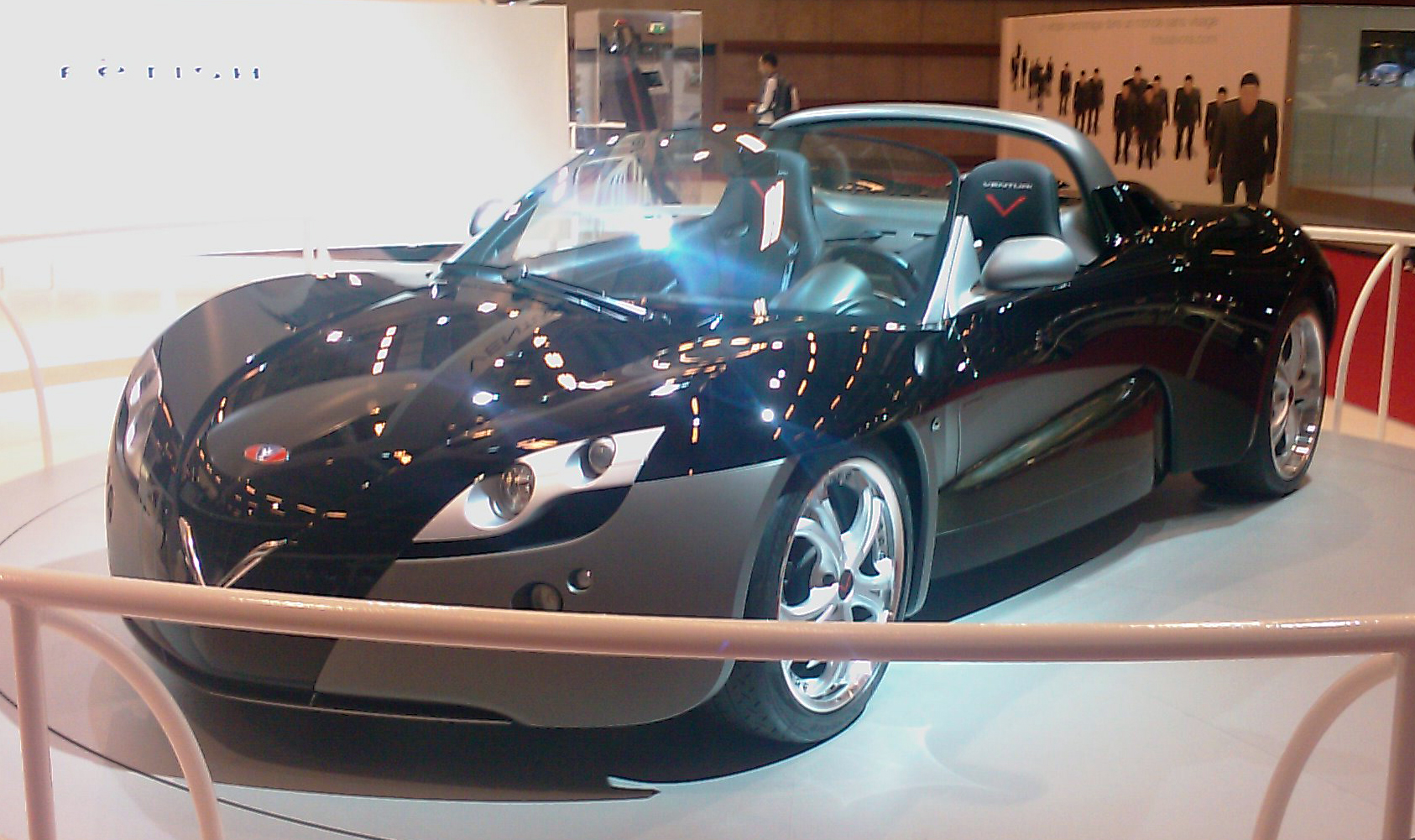
Fétish

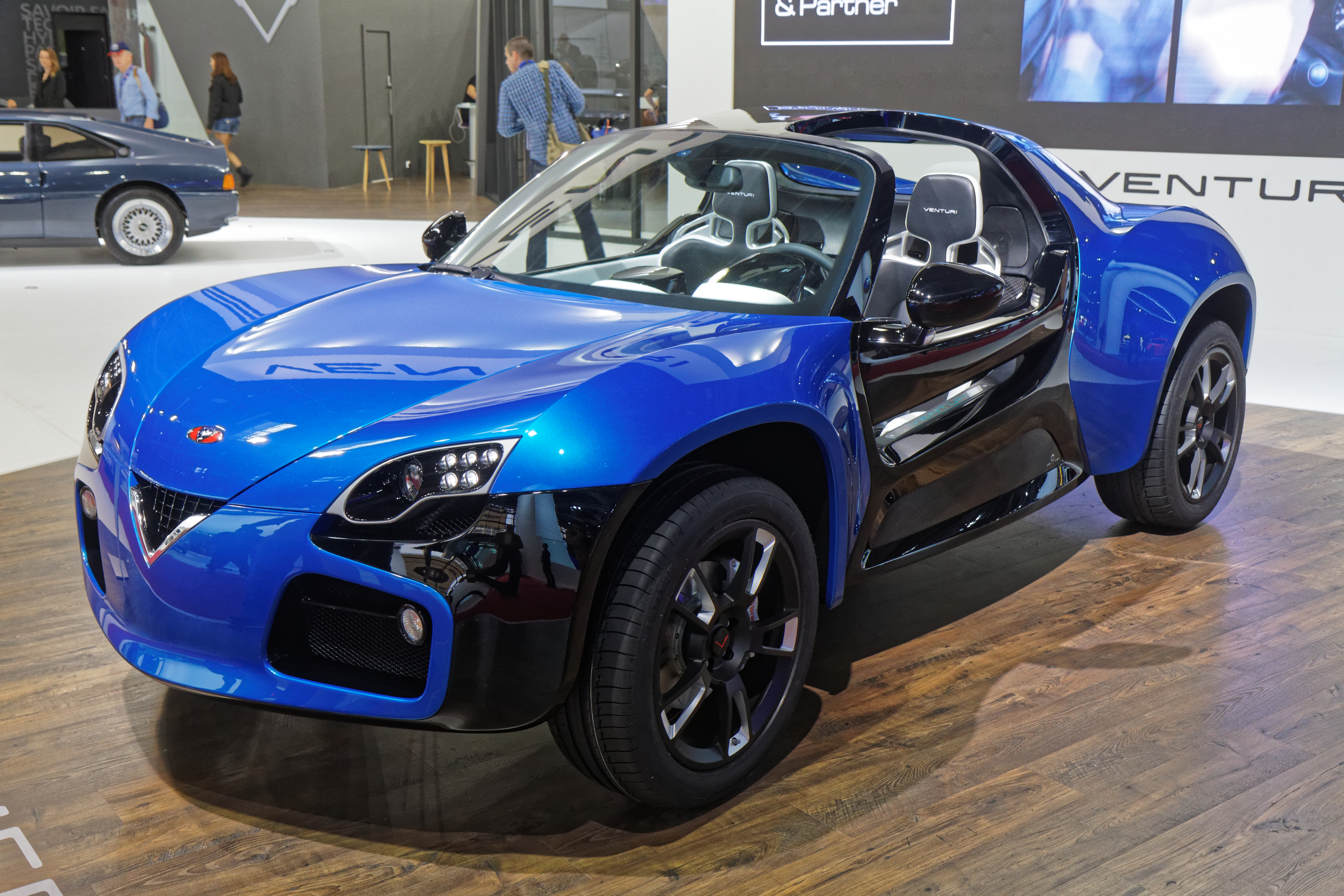
Venturi America en el Salón del Automóvil de París 2014

El primer modelo se presentó en 1984, creado por Claude Poiraud y Gerard Godfroy, dos ingenieros formados en Heuliez. El objetivo era presentar el único Gran Turismo capaz de competir con el Aston Martin inglés, el Ferrari italiano y el Porsche alemán. El primer prototipo utilizaba el motor del Volkswagen Golf GTi. El nombre originalmente se deletreaba "Ventury", con una "y" al final. En 1985, se mostró la versión con el motor de 200 CV (197 HP; 147 kW) del Peugeot 505 Turbo, pero ya en el Salón del Automóvil de París dispuso de un motor V6. La fabricación comenzó en 1987, con cinco años consecutivos de producción. Las oficinas centrales de la compañía estaban ubicadas en Couëron, Región de Países del Loira, donde se fabricaron casi 750 unidades en los 20 años siguientes.
Desde 1987 hasta mediados de la década de 1990, se construyeron un cupé y un roadster con motor V6 PRV turbo y caja de cambios Renault. La potencia pasó de 160 a 260 CV (158 a 256 HP) (118 a 191 kW) para las series MVS Venturi Coupé y Transcup.
También participó brevemente con el equipo de Larrousse de Fórmula 1. El automóvil del equipo de 1992 que llevaba el nombre de Venturi, fue diseñado y construido por Venturi Larousse UK, una compañía británica conocida anteriormente como Fomet 1, que había diseñado previamente los automóviles Fondmetal Fórmula 1 en 1991.
La marca demostró que sus automóviles son los más exclusivos del mercado francés. El Venturi 400 GT sigue siendo uno de los mejores coches jamás producidos y, de hecho, fue el primero del mundo en utilizar frenos de carbono. Fiel a esa afirmación, el Atlantic 400 GT con un V6 biturbo de 2975 cm³ (3 L; 181,5 plg³) DOHC de cuatro válvulas por cilindro que desarrollaba 408 CV (402 HP; 300 kW) a las 6000 rpm y un par motor máximo de 53 kg·m (520 N·m; 383 lb·pie) a las 4500 rpm y una relación de compresión de 7.3:1, ofreció un rendimiento excelente que lo emparejaba con los Ferrari de principios de los 1990. El 400 GT podía pasar de 0 a 100 km/h (62 mph) en 4.7 segundos y alcanzar una velocidad máxima de 291 km/h (181 mph), mientras que el Atlantique 300 Biturbo también tenía un V6, pero con 310 CV (306 HP; 228 kW) que pasaba de 0 a 100 km/h (62 mph) en 4.7 segundos y alcanzaba una velocidad máxima de 275 km/h (171 mph).
Se construyó una edición limitada del 400 GTR para satisfacer los requisitos de homologación para competir en las 24 Horas de Le Mans. La competencia de alto nivel proporcionó fama a la marca. Stéphane Ratel, quien más tarde participaría en el Campeonato FIA GT, fue el artífice del Trofeo de Conductores Venturi Gentlemen, que reunió una impresionante variedad de 75 conductores. Venturi también ha ganado fama a través de sus brillantes actuaciones en las 24 Horas de Le Mans, particularmente en 1993 con Christophe Dechavanne y Jacques Laffite en el equipo Venturi Jaccadi, y en 1995 con Paul Belmondo en el 600 SLM.
Sin embargo, fue en las BPR Global GT Series donde Venturi estableció su pedigrí derrotando a Porsche y Ferrari en varias ocasiones. En 1994, en Dijon-Prenois, con Ferte y Neugarten en el 600 LM Jaccadi; en los 1000 km de París con Henri Pescarolo y Jean-Claude Basso en el 600 LM; y finalmente en la carrera de las 4 Horas de Spa, una vez más con Michel Ferté y Michel Neugarten.

## Lista de modelos
- MVS Venturi (incluye cupé y Cabriolet)
- Venturi Atlantique (rediseño del MVS Venturi)
- Venturi 400 GT (homologación especial, generando los 500 LM y 600 LM)
- Venturi Fétish
- Venturi America
- Venturi Eclectic (concepto)
- Venturi Astrolab (concepto)

## Competición

### Fórmula 1
Esta empresa compitió brevemente en Fórmula 1 junto al equipo Larrousse. El monoplaza de 1992 se denominó Venturi LC92, fue motorizado por Lamborghini, pilotado por Bertrand Gachot y Ukyō Katayama, logrando obtener un punto.

### Fórmula E
Desde 2014, Venturi tiene un equipo que compite en Fórmula E, fundado con el apoyo del actor estadounidense Leonardo DiCaprio. En 2018 se anunciaba que sus pilotos para la siguiente temporada serían Felipe Massa y Edoardo Mortara.